# Trifolium spumosum
Trifolium spumosum é uma espécie de planta com flor pertencente à família Fabaceae. 
A autoridade científica da espécie é L., tendo sido publicada em Species Plantarum 2: 771. 1753.
O seu nome comum é trevo.

## Descrição
A seguir apresenta-se a descrição dada por António Xavier Pereira Coutinho na sua obra Flora de Portugal (Plantas Vasculares): Disposta em Chaves Dicotómicas (1.ª ed. Lisboa: Aillaud, 1913):
Capítulos grandes (20–30 mm. de comprimento), pseudo-terminais, com invólucro de grandes brácteas; cálices frutiferos ovóides (não gibosos), nervoso-reticulados, com os segmentos subiguais, bastante menores que o tubo e arqueados para fora: corola grande (12–14 mm.); folíolos obovado-acunheados. Planta de 1-3 dm., ascendente ou erecta, glabra. Planta anual. Abril-Junho. Arrelvados, campos, sebes: Estremadura, Alentejo e Algarve.

## Portugal
Trata-se de uma espécie presente no território português, nomeadamente em Portugal Continental.
Em termos de naturalidade é nativa da região atrás indicada.

## Protecção
Não se encontra protegida por legislação portuguesa ou da Comunidade Europeia.